# Melocactus pachyacanthus
Melocactus pachyacanthus är en kaktusväxtart som beskrevs av Albert Frederik Hendrik Buining och Brederoo. Melocactus pachyacanthus ingår i släktet Melocactus och familjen kaktusväxter.

## Underarter
Arten delas in i följande underarter:
- M. p. pachyacanthus
- M. p. viridis

## Bildgalleri

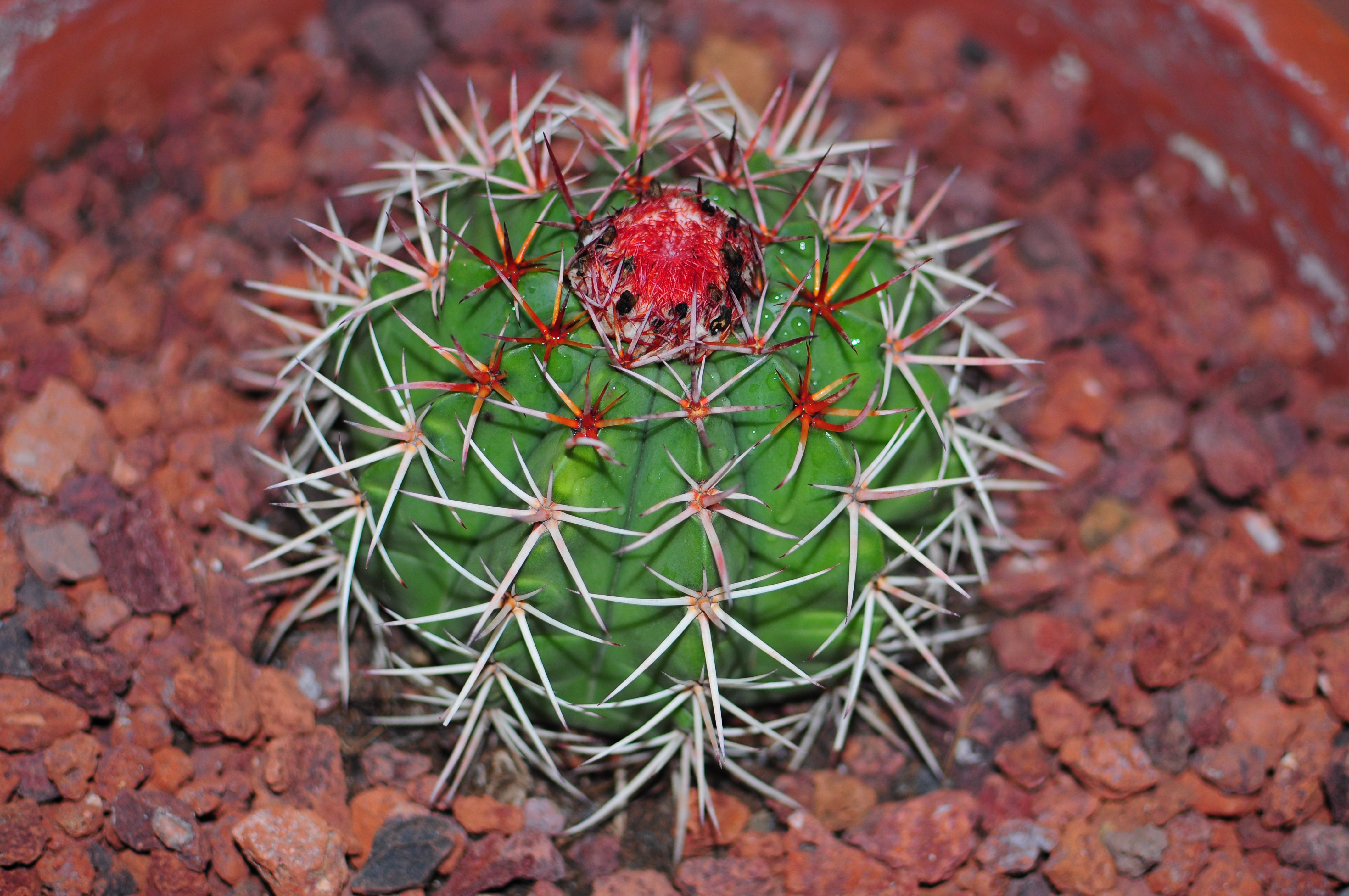